# Лонгоне ал Сегрино
Лонгоне ал Сегрино (итал. Longone al Segrino) је насеље у Италији у округу Комо, региону Ломбардија.
Према процени из 2011. у насељу је живело 1753 становника. Насеље се налази на надморској висини од 368 м.

## Становништво
Према резултатима пописа становништва 2011. у општини је живело 1.780 становника.
| 1936. | 1951. | 1961. | 1971. | 1981. | 1991. | 2001. | 2011. |
| ----- | ----- | ----- | ----- | ----- | ----- | ----- | ----- |
| 423   | 530   | 718   | 886   | 1.157 | 1.314 | 1.455 | 1.780 |